# 曹健
曹健（1922年9月8日—2002年8月10日），北京生人。原名曹治藩，臺灣男演員，曾任台北市电影电视演艺业职业工会理事及演艺中心主任委员。

## 生平
曹健原籍天津，1922年9月8日生於京兆地方，少年時隨父親職務調動搬到濟南。當時濟南話劇風行，曹健隨父親觀賞之後，自己也迷上話劇，學生時代便參加劇團。1942年，他加入「影星話劇團」成為職業演員。1945年，偕弟弟曹平加入「中國旅行劇團」。起初父親非常反對，但聽到友人稱讚兒子演技，便改變態度，還常常買票看兒子演出。抗戰勝利後，他活躍於濟南戲劇圈，曾與陶述、王宇在唐訥領導的中國實驗劇團共事。1948年曹健回到北平，加入青年軍208師擔任政工隊員，並在此時經人介紹認識了天津女孩錢璐。當時劇團缺女演員，曹健便被派去遊說錢璐加入劇團。後來兩人在劇團中日久生情，1950年1月6日於臺灣鳳山結婚，同年11月20日女兒曹菁菁出生。
1949年，曹健隨劇團到了臺灣。1950年代，他演出的話劇不計其數，而且多半是擔任男主角。1963年，他在話劇《藍與黑》中飾演男主角張醒亞，兩位女主角唐琪及鄭美莊由傅碧輝、錢璐分飾。一幕唐琪得知張醒亞不願與她遠走高飛的戲，入戲的傅碧輝用力往曹健臉上一摑，致使曹健左耳受傷。該劇連續巡演三百場之後，曹健左耳就失聰了。雖然為演戲付出了巨大的代價，但曹健表示他從未後悔。
1957年，曹健主演第一部電影《養女湖》。他最得意的一部電影作品是1965年李翰祥來台拍攝的《西施》，其中他飾演與西施有一段情的范蠡。為與年僅十八歲的女主角江青對戲，還特別採用京劇的化妝術以使外貌年輕。1962年，他進入甫成立的台灣電視公司，成為該台的基本演員。1970年，他在電視劇《星河》（根據瓊瑤原著小說改編）中，與年紀僅有一半的女主角陳海倫「老少配」，引起轟動。他一生演出电影约170馀部、电视作品数百集。
1988年6月22日，台視演藝中心在台視贊助下成立「台視華夏劇團」，以「推展話劇運動，提升戲劇水準，增加演藝人員演出機會」為宗旨，團址設於台視演藝中心內，曹健擔任團長。
1993年，曹健在華視連續劇《包青天》劇中饰演宰相（王延齡），因而為中國大陸观众所认识。2002年演出台視40週年台慶大戲《四十有夢》时意外跌倒，二度中風到入院，在醫生宣佈腦死之後，于2002年8月10日凌晨辞世，享壽80岁。同年十一月，包珈代其先夫郎雄領取金馬獎終身成就獎時，曾致詞感謝已故的老一代「四大天王」曹健、孟元、雷鳴以及馬驥，場面感人。

## 演出作品

### 電影
| - 1957年 - 《养女湖》 - 1965年 - 《西施》 - 1967年 - 《龍門客棧》 - 《春遲》 - 1968年 - 《一代劍王》 - 《少女的春天》 - 《桃園三結義》 - 《獨腳龍》 - 1969年 - 《歐陽德智鬥九花娘》 - 《武林六傑》 - 《盜龍冠》 - 《黑帖》 - 《莊子試妻》 - 《怪俠歐陽德》 - 《情人的眼淚》 - 《鐵娘子》 - 《丹心令》 - 《紫金鏢》 - 《虎山行》 - 《金沙刀》 - 1970年 - 《烈火》 - 《十八羅漢》 - 《喜怒哀樂 》 - 《奪命閻羅》 - 《雲翠仙》 - 《聚寶盆 》 - 《雪嶺劍女》 - 1971年 - 《百醜大全》 - 《劍》 - 《俠女》 - 《新羅生門》 - 《甘羅拜相》 - 《妙想天開》 - 《拼命娘子》 - 《東西南北風》 - 《大漠英雄傳》 - 《騙術大王》 - 《隱身女俠》 - 《五鳳朝陽》 - 《緹縈》 - 《豪俠霍元甲》 - 《朱洪武續集劉伯溫傳》 - 《挑戰》 - 《朱洪武》 - 《黑白傘 》 - 《飛龍山》 - 1972年 - 《縱橫天下》 - 《夢醒不了情》 - 《女拳師》 - 《黑巷》 - 《蓋世拳》 - 《淘氣夫妻》 - 《威震四方》 - 《一身是膽》 - 《忍》 - 《精忠報國》 - 《龍虎過江》 | - 1973年 - 《決不低頭》 - 《強中手》 - 《糊塗大將軍》 - 《怒火》 - 《中國針灸》 - 《何日再吻君》 - 《窗外》 - 《少林高徒》 - 《龍虎恩仇》 - 《七煞街》 - 《古靈精怪女煞星》 - 《戰神灘》 - 《狂風暴雨》 - 《狂龍出海》 - 《彩雲飛》 - 《猛虎闖關》 - 《潮州怒漢》 - 1974年 - 《賊賊賊》 - 《英烈千秋》 - 《誰敢動我》 - 《六六大順》 - 《愛的小屋》 - 《近水樓台》 - 《女記者》 - 《唐山功夫》 - 1975年 - 《朱洪武開國記》 - 《桃花三娘子》 - 《水雲》 - 《戰地英豪》 - 《門裡門外 》 - 《梅花》 - 《中國真功夫》 - 《飛車龍虎鬥》 - 《吾土吾民》 - 《昨夜星辰昨夜風》 - 《諜海英豪》 - 《熱浪》 - 《西貢，台北，高雄》 - 1976年 - 《八百壯士 》 - 《獨臂拳王勇戰楚門九子》 - 《海天一色》 - 《龍虎鳳》 - 《桑園 》 - 《大忠烈》 - 《浪花》 - 《雍正大破十八銅人》 - 1977年 - 《微笑 》 - 《少林小子》 - 《少林兄弟 》 - 《唐山大兄2》 - 《愛有明天》 - 《旋風十八騎》 - 《神腿鐵扇功》 - 《我是一片雲》 - 《燈籠街》 - 《奔向彩虹》 - 《風雨朝陽》 - 《少林祖師 》 - 《風鈴,風鈴》 - 《俠士鏢客殺手》 - 《幽谷夜變》 - 《煙水寒》 | - 1978年 - 《獨霸天下》 - 《你追他也追》 - 《月朦朧鳥朦朧》 - 《大英雄》 - 《我伴彩雲飛》 - 《留下一片相思 (又名：綠色山莊) 》 - 1979年 - 《早安台北》 - 《黃埔軍魂》 - 《火燒紅蓮寺》 - 《悲之秋》 - 《尋夢的孩子》 - 《一顆鶢豆》 - 《汪洋中的一条船》 - 《索命三娘》 - 《彩霞滿天》 - 《一代天嬌》 - 1980年 - 《大湖英烈》 - 《小城故事》 - 《綠色山莊》 - 《又見春天》 - 《金盞花》 - 《碧血黃花》 - 《血濺冷鷹堡》 - 《原鄉人》 - 1981年 - 《教兄》 - 《夢的衣裳》 - 《皇天后土》 - 《問斜陽》 - 《名劍風流》 - 1982年 - 《午夜蘭花》 - 《愛的羽毛在飄》 - 《上海大亨》 - 1983年 - 《女忍者》 - 《情奔》 - 《天下第一》 - 1984年 - 《金大班的最後一夜》 - 《頤園飄香》 - 《大輪迴》 - 1986年 - 《唐山過台灣》 - 1990年 - 《火燒島》 - 1996年 - 《熊貓小太陽》 |

### 電視劇
- 1962年
  - 台視《浮生若夢》
- 1962年
  - 台視《星河》
- 1976年
  - 台視《周三劇場－滴在心上的血》飾華先生
  - 台視《周三劇場－甘霖》飾劉大爺
  - 台視《周三劇場－秋雲》飾縣太爺
  - 台視《周三劇場－野狐嶺》飾萬老爺子
  - 台視《周三劇場－野店》飾錢掌櫃
  - 台視《周三劇場－風雨故人來》飾徐志德
- 1977年
  - 台視《絕代雙嬌》飾江別鶴
- 1978年
  - 台視 《吾愛吾家》飾康本立
  - 台視《台視劇場－閣樓上的怪人》 飾雜貨店老闆
  - 台視《台視劇場－東港之戀》 飾阿祥伯
- 1979年
  - 台視《彩霞滿晴天》饰 金大昌
- 1980年
  - 台視《秋水長天》饰 李維帆
  - 台視《金鳳緣》饰 佟耿義
- 1981年
  - 台視《雙印傳奇》饰 肅順
- 1982年
  - 台視《巴黎機場》饰 陳老頭
  - 台視《海角天涯》饰 韓父
- 1983年
  - 台視《風滿樓情滿樓》饰林父
- 1984年
  - 台視《鐵血楊家將》饰 寇準
- 1985年
  - 台視《花落春猶在》飾 蘇正方（院長）
- 1986年
  - 台視《異鄉夢》饰 鄭有田
- 1988年
  - 台視《八月桂花香》饰 董一彪
- 1989年
  - 台視《春去春又回》饰 沈楚生
- 1990年
  - 台視《小俠龍旋風》饰 曹吉祥（ 曹公公）
  - 台視《末代兒女情 》饰 劉振西
  - 台視《今天不看病 》饰 賈為善
- 1992年
  - 中視《再世情缘》饰 顺亲王爷
  - 中視《薔薇》
- 1993年 
  - 華視《包青天》饰 王丞相（王延齡）
- 1994年
  - 中視《香水百合花》饰老爹
  - 華視《甜蜜家族》饰
- 1995年
  - 台視 金獎劇場《嗨！紅包場》饰老紀
- 1996年 
  - 華視《三國英雄傳之關公》饰 王允
  - 華視 《情人》飾俞父
- 2001年
  - 台視《四十有夢》

## 外部連結
- 曹健在互联网电影资料库（IMDb）上的資料（英文）
- 曹健在香港影庫上的簡介
- 曹健在时光网上的簡介（简体中文）
- 曹健在豆瓣上的资料（简体中文）